# البهيم (تعز)
البهيم هي إحدى قرى الجمهورية اليمنية. وهي تتبع جغرافيًا لمحافظة تعز. وإداريًا لمديرية المواسط. يبلغ تعداد سكانها 1204 نسمة حسب الإحصاء الذي جرى عام 2004.